# Sanluri
Sanluri település Olaszországban, Szardínia régióban, Medio Campidano megyében. Lakosainak száma 8119 fő (2023. január 1.). Sanluri Lunamatrona, San Gavino Monreale, Serramanna, Serrenti, Villacidro, Villamar, Villanovaforru, Sardara, Furtei és Samassi községekkel határos.

## Népesség
A település lakossága az elmúlt években az alábbi módon változott:
| Lakosok száma | 8484 | 8464 | 8119 |
|               | 2017 | 2018 | 2023 |

## Története
1409. június 30-án a Sanluri csatában I. (Ifjú) Márton szicíliai király az apja I. (Idős) Márton aragón és szárd király nevében a még aragón kézen maradt Szardínia kormányzója legyőzte Szardínia szinte egészét birtokló I. (Narbonne-i) Vilmos arboreai királyt. A győzelmet viszont a győztes nem tudta kiaknázni, mert Ifjú Márton király pár héttel később, július 25-én Cagliariban törvényes utódok hátrahagyása nélkül maláriában meghalt. 